# João Gomes da Silva
João Gomes da Silva (c. 1360 - c. 1431), foi um nobre português, rico homem, 1.º ou 2.º senhor de Vagos, tendo igualmente com o senhorio de Unhão, Sepais, Gestaço, Meinedo e Ribeira de Soas e a alcaidaria-mor de Montemor-o-Velho.
Foi partidário do Mestre de Avis em 1383-85, tendo participado nas Cortes de Coimbra de 1385. Depois foi provido no ofício de copeiro-mor e, mais tarde, no de alferes-mor (1399-1416) e de vedor das obras da província de Entre-Douro e Minho.

## Dados biográficos
«João Gomes da Silva, ... era um homem forte e ardido, cujas palavras sempre traziam jogo e sabor».
Teve, em 23 de Abril de 1384, carta de doação temporária do lugar de Vagos. Passados anos, por outra carta de 26 de Fevereiro de 1412, confirmou-lhe D. João I a mercê tornando-a perpétua, de juro de herdade.
Como seu tio Aires Gomes da Silva (alferes-mor), meio-irmão de seu pai, mais sua mulher e o filho deles seguiram o partido de Castela, levaram que D. João I doasse a João Gomes da Silva, a 5 de Setembro de 1385, todos os bens que estes tinham. excepto aqueles que o referido tio tinha doado em vida.
Em 1405, juntamente com o infante D. Afonso, é escolhido para acompanhar princesa infanta D. Beatriz, filha de D. João I de Portugal, na viagem a Inglaterra na qual ela foi conduzida para se juntar com Thomas FitzAlan, 12.º Conde de Arundel, seu marido.
Na companhia dos doutores Martim de Ocem e e Fernão Gonçalves Beliagua foi igualmente ele o fidalgo representante de D. João I de Portugal que foi negocial a corte de Castela e que resultou no tratado de paz de Ayllon, em outubro de 1411. Mais tarde foi novamente enviado lá para requerer a ratificação desse mesmo acordo com Portugal.
Aparece mencionado pela primeira vez como membro do conselho do rei, a 7 de março de 1412, em carta de confirmação para si de todos os bens e terras de referido tio Aires.
Em 1414, o seu nome constava da relação das "Moradias da Casa Real".
Era ainda alferes-mor, em 1419, tendo estado  na conquista de Ceuta no comando de uma galé.
Permanece como membro do conselho em 1431, quando uma carta datada de 14 de março lhe atribuía o privilégio da posse da quinta de Lanhelas, em Riba de Minho.
Foi o fundador de uma ermida que deu depois origem ao Mosteiro de São Marcos de Coimbra.

## Dados genealógicos
Filho primogénito de Gonçalo Gomes da Silva, senhor de Vagos, alcaide-mor de Sabugal e Montemor-o-Velho, e de sua mulher Leonor Gonçalves Coutinho (filha de Gonçalo Martins Coutinho), do couto de Leomil. Faleceu em 1444 ou 1445.
Casou com D. Margarida Coelho, filha de Egas Coelho, mestre sala de D. João I, e 1." senhor de Montalvo em Castela e de Maria Afonso Pacheco, ou de Gonçalo Pires Coelho e de Maria da Silva.
Filhos:
- Aires Gomes da Silva, senhor de Vagos.[15] Com geração.
- Teresa da Silva casada com Fernão Eanes de Lima[15] ou Fernando Anes de Lima, senhor das terras de Fraião, Coura, São Martinho, Santo Estêvão, Jeraz, e Vai de Vez. Com geração, um filho,  D. Leonel de Lima, que receberia o título de 1.º visconde de Vila Nova da Cerveira.[21]
- Isabel Gomes da Silva casada com Pedro Gonçalves Malafaia, vedor da fazenda[15] rico homem e embaixador em Castela. Com geração (são os avós maternos de D. Francisco de Almeida, 1.º vice-rei da Índia portuguesa).[22]

Fora do casamento teve a:
- Diogo Gomes[23] ou Diogo Gomes da Silva, alferes mor,[24] tesoureiro mor de D. Afonso V, que casou com Guiomar Borges, irmã de Duarte Borges, camareiro dei rei D. Duarte, e que ficou apenas três anos como senhor dos bens do seu irmão mais velho e depois os devolveu à sua cunhada.[25]
- Pero Gomes da Silva, Com geração.
- Fernão da Silva[23]

Também fora do casamento teria tido:
- Joana Gomes da Silva, casada com Lopo Dias de Azevedo,[23] 1.º senhor de S. João de Rei. Porém, segundo pesquisas recentes do genealogista Manuel Abranches de Soveral, Joana Gomes da Silva, casada com Lopo Dias de Azevedo, era na realidade filha de Aires Gomes da Silva - acima referido, tio de João Gomes da Silva - a quem sucedeu no senhorio da honra e quintã de Silva; as evidências documentais apontam efetivamente para esta hipótese, pois a honra de Silva foi confirmada, por D. Pedro I, ao referido Aires Gomes da Silva em 15.07.1359 e a mesma honra seria depois doada por Joana Gomes da Silva a sua filha Maria Coelho da Silva em 08.12.1413.[26][27]